# Raggtaggsvamp
Raggtaggsvamp (Hydnellum mirabile) är en svampart som först beskrevs av Elias Fries, och fick sitt nu gällande namn av Petter Adolf Karsten 1879. Raggtaggsvamp ingår i släktet korktaggsvampar och familjen Bankeraceae.  Arten är reproducerande i Sverige. Inga underarter finns listade i Catalogue of Life.